# Renaissance (X-Files)
Pour les articles homonymes, voir Renaissance (homonymie).
Renaissance (Born Again) est le 22e épisode de la saison 1 de la série télévisée X-Files. Dans cet épisode un inspecteur de police se suicide en présence d'une petite fille. Bientôt, d'autres phénomènes étranges se produisent autour d'elle et guident Mulder et Scully sur une ancienne affaire de meurtre d'un policier.

## Résumé
À Buffalo, dans l'État de New York, Sharon Lazard, une inspectrice de police trouve une petite fille nommé Michelle Bishop seule dans une ruelle. Lazard l'emmène alors au commissariat. La petite fille restant silencieuse, Lazard demande à Rudolph Barbala, un de ses collègues, d'essayer de parler avec elle afin de retrouver ses parents. Quelques instant plus tard, Barbala qui était resté seul dans la pièce avec Michelle, meurt en tombant par la fenêtre.
Lazard fait appel à Mulder et Scully pour l'enquête, elle refuse de croire à un suicide de son collègue. Michelle quant à elle affirme qu'un troisième homme se trouvait dans la pièce, elle en brosse un portrait robot avec l'aide de Mulder. Le dessin ressemble à Charlie Morris, un ancien policier du commissariat tué 9 ans auparavant dans une affaire de gang.

## Distribution
- David Duchovny : Fox Mulder
- Gillian Anderson : Dana Scully
- Andrea Libman : Michelle Bishop
- Maggie Wheeler : l'inspecteur Sharon Lazard
- Brian Markinson : Tony Fiore
- Mimi Lieber : Anita Fiore
- Dey Young : Judy Bishop
- P. Lynn Johnson : le docteur Sheila Braun
- Leslie Carlson : le docteur Spitz
- Richard Sali : Leon Felder
- Dwight Koss : l'inspecteur Barbala
- Peter Lapres : Harry Linhart

## Accueil

### Audiences
Lors de sa première diffusion aux États-Unis, l'épisode réalise un score de 8,2 sur l'échelle de Nielsen, avec 14 % de parts de marché, et est regardé par 13,70 millions de téléspectateurs.

### Critique
L'épisode recueille des critiques mitigées. Le magazine Entertainment Weekly lui donne la note de B-. Zack Handlen, du site The A.V. Club, estime qu'il rappelle trop par certains aspects des épisodes précédents. Le site Le Monde des Avengers lui donne la note de 2/4. Dans leur livre sur la série, Robert Shearman et Lars Pearson lui donnent la note de 2,5/5. John Keegan, du site Critical Myth, lui donne la note de 4/10.